# Courtland (Alabama)
Pour les articles homonymes, voir Courtland.
Courtland est une municipalité américaine située dans le comté de Lawrence en Alabama.
Selon le recensement de 2010, sa population est de 609 habitants. La municipalité s'étend sur 2,94 milles carrés (7,61 km2).

## Démographie
| 1880 | 1890 | 1900 | 1910 | 1920 | 1930 | 1940 | 1950 |
| ---- | ---- | ---- | ---- | ---- | ---- | ---- | ---- |
| 580  | 579  | 488  | 478  | 367  | 359  | 454  | 507  |

| 1960 | 1970 | 1980 | 1990 | 2000 | 2010 | - | - |
| ---- | ---- | ---- | ---- | ---- | ---- | - | - |
| 495  | 547  | 456  | 803  | 769  | 609  | - | - |